# Le Totem du loup
Le Totem du loup (狼图腾, Láng Túténg) est un roman d'aventures chinois, partiellement autobiographique, de l'écrivain Jiang Rong, publié en 2004. Ce roman décrit le parcours d'un étudiant, Chen Zhen, exilé en Mongolie-Intérieure pendant la Révolution culturelle, en 1967. L'ouvrage a remporté plusieurs prix, et rencontré un succès en Chine avec plus de vingt millions d'exemplaires diffusés.

## Résumé
L'auteur retrace l'histoire d'un jeune citadin, pendant la Révolution culturelle, envoyé en Mongolie-Intérieure. Il y découvre les grands espaces, la vie des nomades et, surtout, la façon dont les « loups évoluent sur ces plaines qu'ils protègent et fertilisent ».
Le Totem du loup invite à plusieurs niveaux de lectures. 
Cette œuvre peut être envisagée comme une monographie du peuple mongol inspiré de faits historiques réels : des jeunes instruits pékinois pendant la Révolution culturelle vont se rendre en Mongolie. Lü s'est rendu en Mongolie-Intérieure dès 1967 en tant que « jeune instruit ». Il a vécu pendant 11 ans en Mongolie en étant garde rouge convaincu que la Révolution était en danger. « Je me disais que nommé cadre, je finirais corrompu. Il fallait aller le plus loin possible, dans des endroits purs, où l'on serait près du peuple. » affirme l'écrivain. Il est alors persuadé de s'installer dans  une communauté « arriérée ». Or, ce séjour en Mongolie va susciter chez l'écrivain de l'admiration et de l'affection pour ce peuple de cavaliers nomades fiers et rebelles. Les Mongols, descendants de Gengis Khan, vivent avec cet animal qu'ils vénèrent et craignent et qu'ils ont choisi pour emblème. L'écrivain découvre les manœuvres stratégiques et écologiques déployées par les Mongols pour faire face aux loups. 
Son œuvre, Le Totem du loup est son autobiographie écrite avec l'intention aussi de faire œuvre de pédagogie sur le plan environnemental et politique.  Dans son œuvre, le loup est un animal épris de liberté mais qui sait aussi vivre en groupe, un animal individualiste qui défend la meute en priorité. Les moutons, sous leurs apparences douces, sont capables de manger toute l'herbe et de transformer les prairies en désert entraînant la disparition de toutes les espèces qui y vivaient. 
Dans cette œuvre, les Han sont décrits comme des moutons bêlants tandis que les Mongols sont envisagés comme un peuple farouchement accroché à leur indépendance. L'ambition de l'auteur était d'incruster chez les chinois, victimes du « poids de milliers d'années de persécution », « l'esprit du loup », envers la nature et l'opposition à un pouvoir oppresseur.
Selon Lü, « le loup, c'est la liberté, l'indépendance, la compétition, l'obstination, l'esprit d'équipe et la protection de la nature. » L'auteur tire la conclusion dans son œuvre que chaque Chinois a une part de Mongol en lui. Les Hans, ethnie majoritaire en Chine et qui détient le pouvoir, devraient s'émanciper et devenir des loups et non plus des moutons qui suivent les ordres du régime.
Alain Beuve-Méry, journaliste du Monde, indique que ce « roman philosophique » présente « plusieurs niveaux de lecture ». Le héros du roman découvre la culture mongole dont le loup, symbole de liberté, est l'emblème. Jiang Rong, auteur de ce roman en partie autobiographique, incite les Chinois à « se transformer en loups ». « Aussi longtemps que le peuple chinois se comportera comme des moutons, le dragon (symbole de l'autorité) pourra vivre tranquille ».

## Succès
Le totem du loup a été publié en 2003 sous couvert d'anonymat par un éditeur indépendant. 
Dès sa parution Le Totem du loup a connu un succès important en Chine. 
En 2008, vingt-quatre pays avaient acheté les droits de l'ouvrage.
Cette œuvre comptabilise en 2015 plus de 20 millions d'exemplaires vendus  (5 millions de manière légale et plus de 15 millions sous forme piratée). Elle a été traduite en 39 langues dans 110 pays.

## Prix
- Prix Man Asia (2007)[7].

## Éditions françaises
La traduction en français est due à Yan Hansheng et Lisa Carducci.
- Paris, Bourin, 2008
- Paris, Librairie générale française (Le Livre de poche), 2009

## Autres éditions
Il a été adapté en mongol sous le titre Chonon süld (Чонон сүлд ; littéralement : le süld du loup).

## Adaptation cinématographique
Une adaptation a été réalisée par Jean-Jacques Annaud en 2013, sorti en Chine le 19 février 2015 et en France le 25 février 2015 sous le titre de Le Dernier Loup.